# Heterusia crossa
Heterusia crossa är en fjärilsart som beskrevs av Druce 1893. Heterusia crossa ingår i släktet Heterusia och familjen mätare. Inga underarter finns listade i Catalogue of Life.